# Saint-Pantaléon-de-Lapleau
Saint-Pantaléon-de-Lapleau ist eine französische Gemeinde mit 64 Einwohnern (Stand 1. Januar 2022) im Département Corrèze in der Region Nouvelle-Aquitaine.

## Geografie
Die Gemeinde liegt im Zentralmassiv, westlich der Dordogne und östlich der Luzège. Der Ort ist von ausgedehnten Wäldern umgeben.
Tulle, die Präfektur des Départements liegt rund 45 Kilometer westlich und Égletons etwa 25 Kilometer nordwestlich sowie Ussel rund 30 Kilometer nordöstlich.
Nachbargemeinden von Saint-Pantaléon-de-Lapleau sind Saint-Hilaire-Luc im Norden, Latronche im Osten, Soursac im Südosten, Lapleau im Südwesten sowie Lamazière-Basse im Westen.

## Wappen
Beschreibung: In Blau ein goldener goldgekrönter Löwe.

## Einwohnerentwicklung
| Jahr      | 1962 | 1968 | 1975 | 1982 | 1990 | 1999 | 2007 | 2016 |
| Einwohner | 76   | 106  | 80   | 55   | 65   | 66   | 68   | 67   |

## Persönlichkeiten
- Papst Gregor XI. (1329–1378), war Prior in Saint-Pantaléon-de-Lapleau.